# 小斯普林卡
49°23′51″N 23°10′26″E / 49.39750°N 23.17389°E
小斯普林卡（烏克蘭語：Мала Спринька），是烏克蘭西部的村莊，隸屬利維夫州的桑比爾區。該村始建於1378年，面積0.16平方公里，海拔高度371米，2021年人口8，人口密度每平方公里143.75人。